# Kamishin
Kamyshin (del ruso: Камышин) es una ciudad rusa ubicada en la óblast de Volgogrado. Dentro de la óblast, está constituida administrativamente como un ókrug urbano, y es sede administrativa del vecino raión homónimo sin formar parte del mismo.
En 2021, el ókrug urbano de Kamyshin, que únicamente incluye la propia ciudad, tenía una población de 107 927 habitantes. Es el segundo centro urbano más importante de la óblast, solamente superada en población por la conurbación que forman Volgogrado y Volzhski.
Está situada sobre la orilla derecha del embalse de Volgogrado (en el curso del Volga), en el estuario del río Kamýshinka. Se encuentra a 167 km al norte de Volgogrado, la capital del óblast y a 175 km al sur de Sarátov.

## Historia

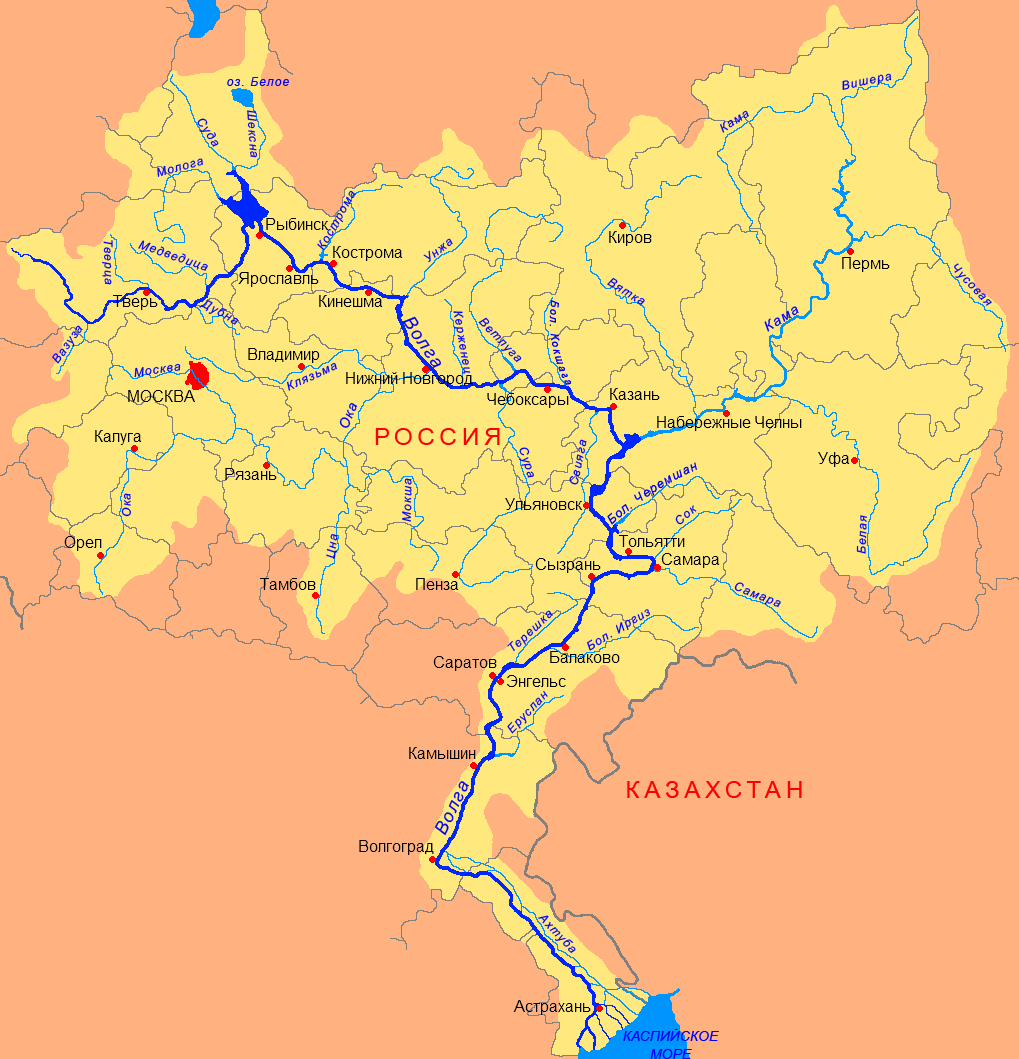
Mapa en ruso del Volga en el que aparece, en su curso bajo, Kamyshin (Камышин)

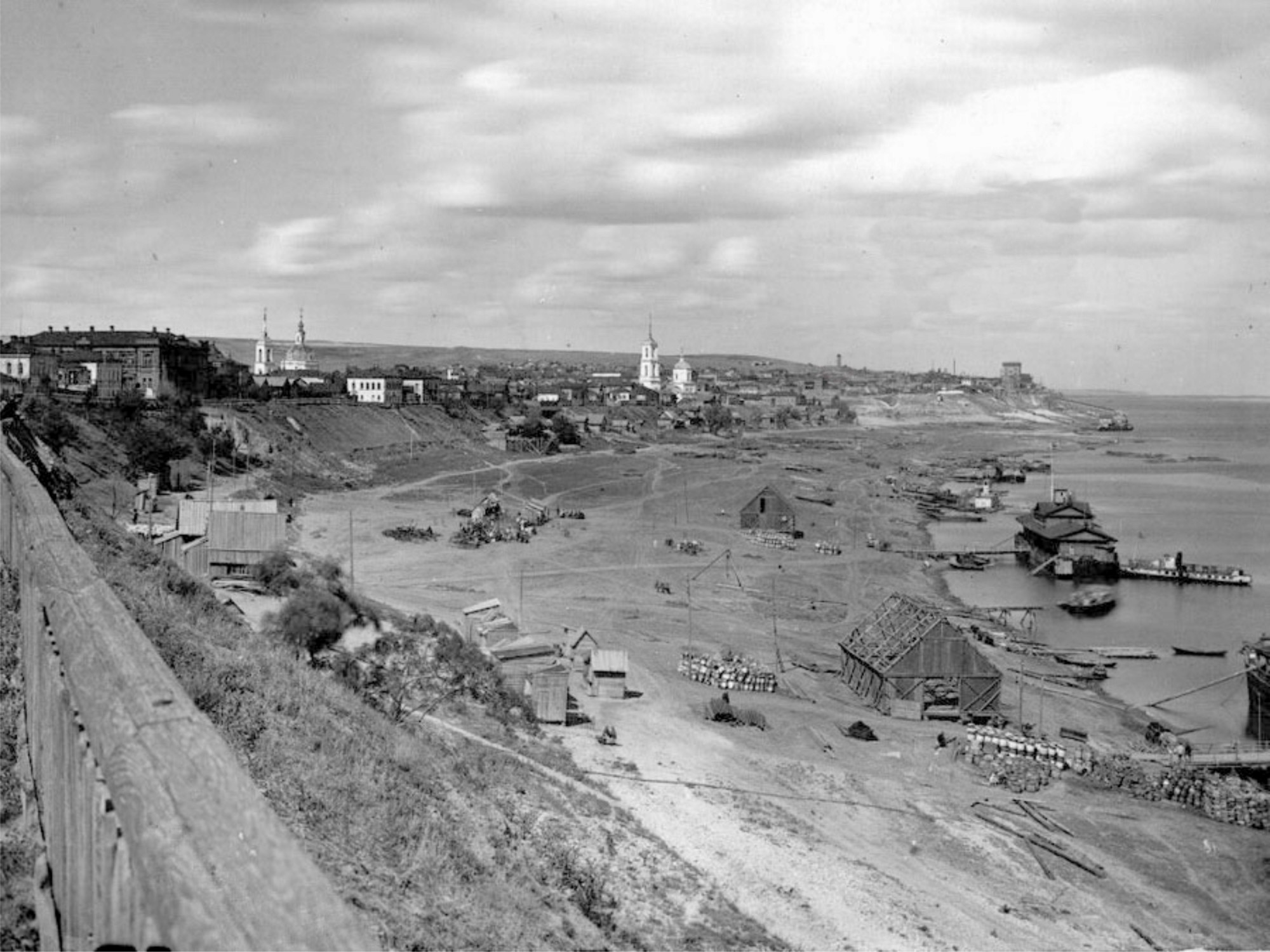
Orilla del Volga en Kamyshin a principios del

Kamishin fue fundada en 1667 sobre la orilla izquierda del río Kamýshinka. La zona es famosa desde tiempos antiguos por ser un paso rápido de embarcaciones por tierra entre las cuencas del Don y la del Volga, ya que las fuentes del Kamýshinka (afluente del Volga) y del río Ilovlia (afluente del Don) distan únicamente 4 km. Así esta conexión era una ruta de invasión hacia el país de los jázaros. En el siglo XVI, el sultán turco Selim II intentó construir un canal aquí. Lo mismo intentaría, años después, Pedro I, que construyó una fortaleza para proteger a los trabajadores. En 1710, toda su población se trasladó a fortaleza, situada en la orilla opuesta. Esta localidad se llamaba Dmítrievski. En 1780, el nombre es cambiado por Kamyshin, y recibe estatus de ciudad por voluntad de Catalina II. En el siglo XIX, la ciudad se convierte en una ciudad comerciante con aserraderos y molinos de viento. Durante mucho tiempo ha sido célebre por su producción de sandías.

## Geografía

### Clima
| Parámetros climáticos promedio de Kamishin | Parámetros climáticos promedio de Kamishin | Parámetros climáticos promedio de Kamishin | Parámetros climáticos promedio de Kamishin | Parámetros climáticos promedio de Kamishin | Parámetros climáticos promedio de Kamishin | Parámetros climáticos promedio de Kamishin | Parámetros climáticos promedio de Kamishin | Parámetros climáticos promedio de Kamishin | Parámetros climáticos promedio de Kamishin | Parámetros climáticos promedio de Kamishin | Parámetros climáticos promedio de Kamishin | Parámetros climáticos promedio de Kamishin | Parámetros climáticos promedio de Kamishin |
| Mes                                        | Ene.                                       | Feb.                                       | Mar.                                       | Abr.                                       | May.                                       | Jun.                                       | Jul.                                       | Ago.                                       | Sep.                                       | Oct.                                       | Nov.                                       | Dic.                                       | Anual                                      |
| ------------------------------------------ | ------------------------------------------ | ------------------------------------------ | ------------------------------------------ | ------------------------------------------ | ------------------------------------------ | ------------------------------------------ | ------------------------------------------ | ------------------------------------------ | ------------------------------------------ | ------------------------------------------ | ------------------------------------------ | ------------------------------------------ | ------------------------------------------ |
| Temp. máx. abs. (°C)                       | 12.3                                       | 10.8                                       | 19.8                                       | 28.6                                       | 36.6                                       | 39.8                                       | 41.5                                       | 41.2                                       | 39.3                                       | 27.7                                       | 16.8                                       | 9.7                                        | 41.5                                       |
| Temp. máx. media (°C)                      | -5.4                                       | -5.1                                       | 1.6                                        | 14.1                                       | 21.8                                       | 27.0                                       | 29.5                                       | 27.7                                       | 20.7                                       | 11.5                                       | 2.4                                        | -3.2                                       | 11.9                                       |
| Temp. media (°C)                           | -8.3                                       | -8.4                                       | -2.0                                       | 9.1                                        | 16.3                                       | 21.5                                       | 23.9                                       | 22.2                                       | 15.7                                       | 7.5                                        | -0.4                                       | -5.9                                       | 7.6                                        |
| Temp. mín. media (°C)                      | -11.2                                      | -11.7                                      | -5.6                                       | 4.1                                        | 10.8                                       | 15.9                                       | 18.2                                       | 16.6                                       | 10.7                                       | 3.6                                        | -3.2                                       | -8.5                                       | 3.3                                        |
| Temp. mín. abs. (°C)                       | -31.7                                      | -32.1                                      | -24.2                                      | -9.2                                       | -1.1                                       | 4.2                                        | 6.0                                        | 3.8                                        | -12.1                                      | -11.1                                      | -25.0                                      | -26.7                                      | -32.1                                      |
| Fuente: Погода Камышин                     |                                            |                                            |                                            |                                            |                                            |                                            |                                            |                                            |                                            |                                            |                                            |                                            |                                            |

## Demografía
| 1897   | 1939   | 1970   | 1989    | 2002    | 2009    |
| ------ | ------ | ------ | ------- | ------- | ------- |
| 15 900 | 24 000 | 97 000 | 122 500 | 127 891 | 117 297 |

## Personalidades
- Víktor Chernov (1873-1952), político.
- Alekséi Marésiev (1916-2001), as de la aviación soviético durante la Segunda Guerra Mundial.
- Denís Kolodin (*1982-), futbolista.

## Deportes
- FC Tekstilshchik Kamyshin

## Ciudades hermanadas
- Opava, República Checa.